# Nationaal park Los Alerces
Nationaal park Los Alerces (Spaans: Parque nacional Los Alerces) is een nationaal park in het noordwesten van de Argentijnse provincie Chubut, waarvan de grens reikt tot zo'n 50 kilometer ten noordwesten van Esquel. Aan de westzijde grenst het park aan de landsgrens met Chili. Het werd opgericht in 1937. De flora is kenmerkend voor de Patagonische Andes. Sinds 7 juli 2017 staat het park op de Unesco-Werelderfgoedlijst.
Het park wordt gekenmerkt door het veelvuldig voorkomen van de Fitzroya, of alerce in het Spaans, waarvan de naam van het park stamt. Het grootste woud van Fitzroya bomen ter wereld bevindt zich in Los Alerces.  Vele van deze bomen zijn meer dan 1.000 jaar oud, sommige worden zelfs 3.000 jaar. 
In het westen van het park bevindt zich nog een deel van het gematigd bos van Valdivia.

## Galerij

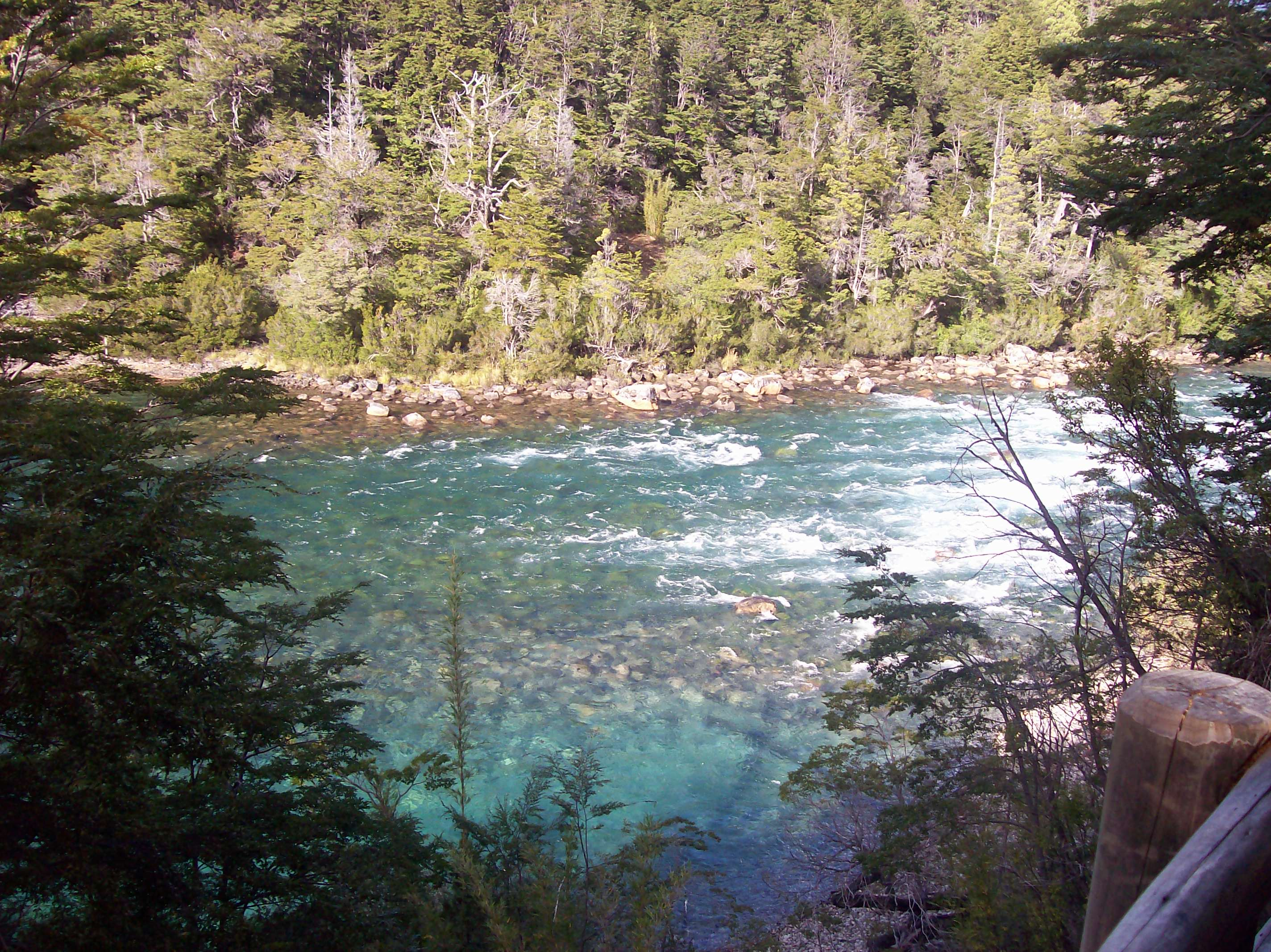
Río Arrayanes
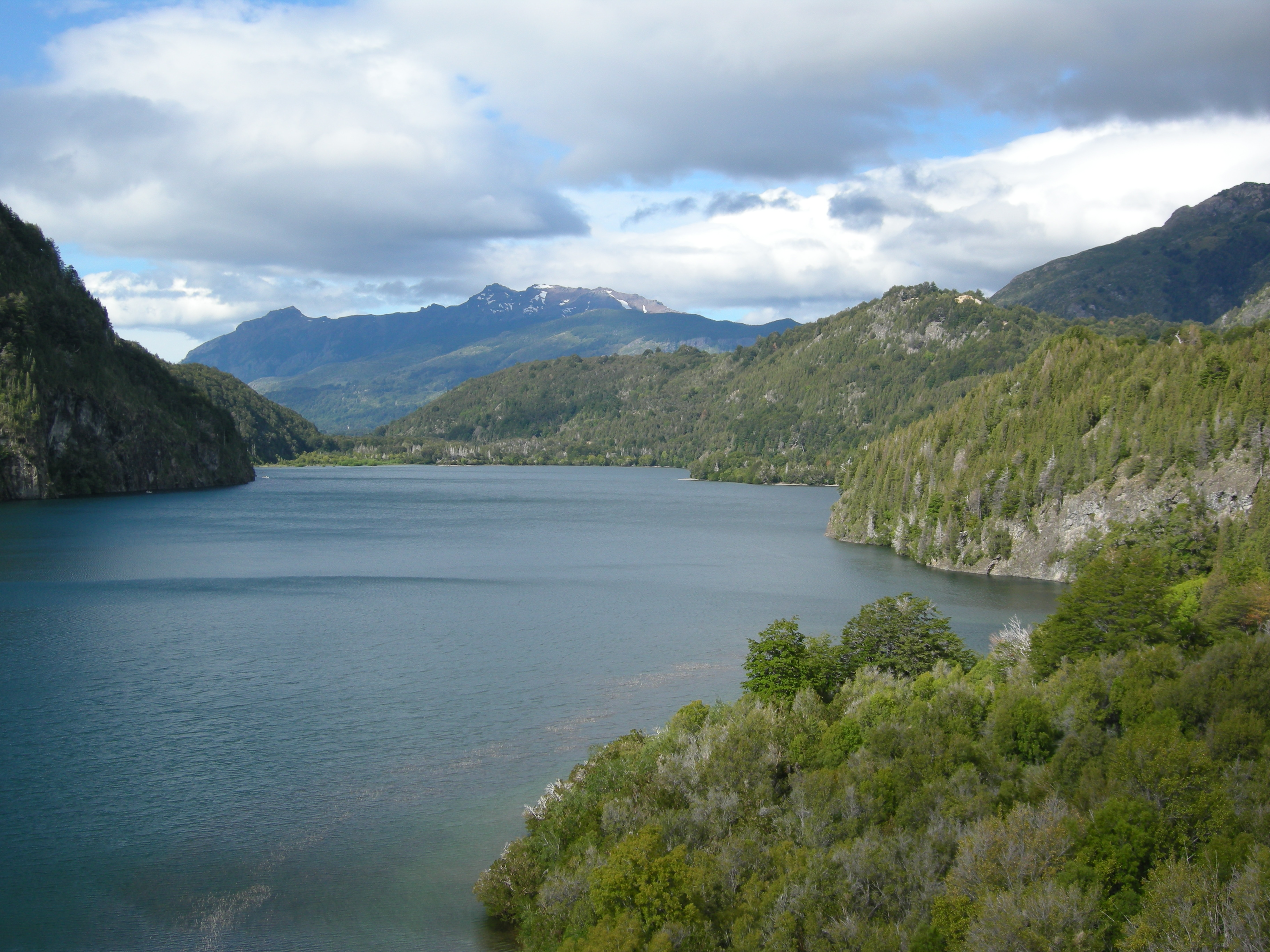
Lago Verde
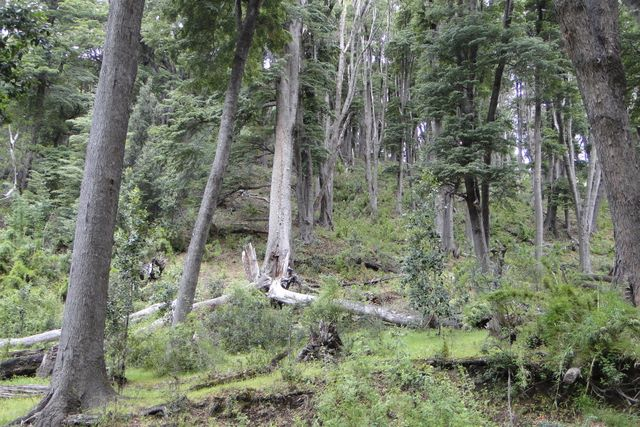
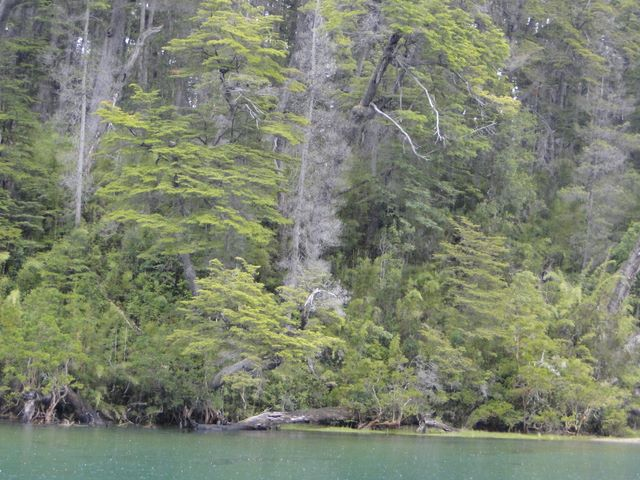
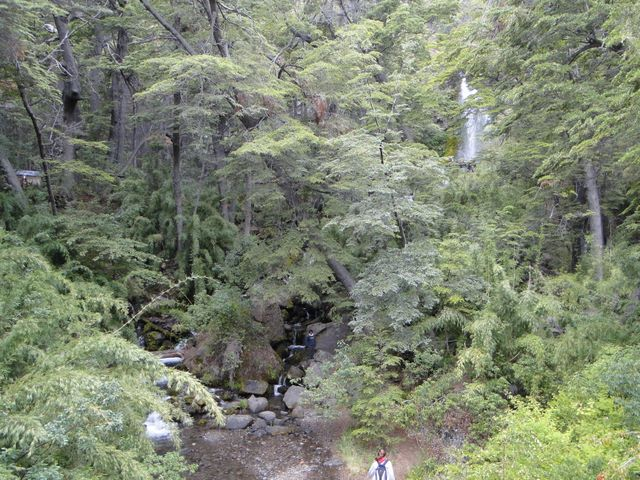
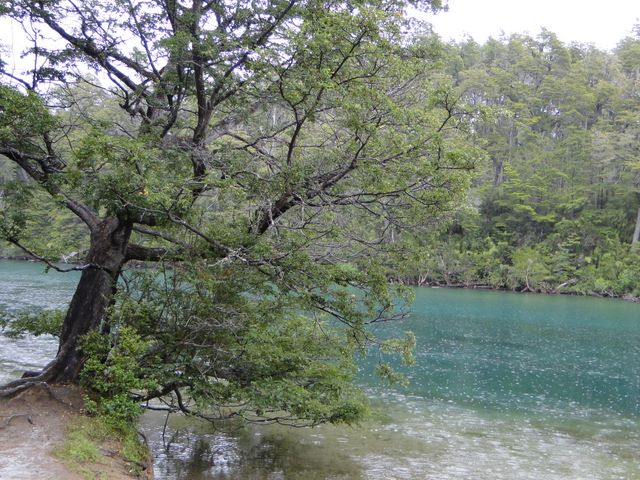
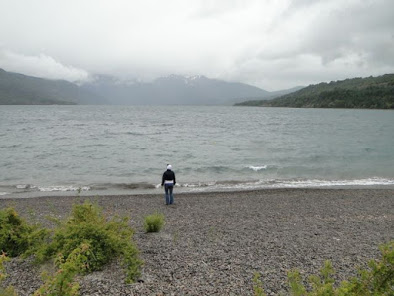
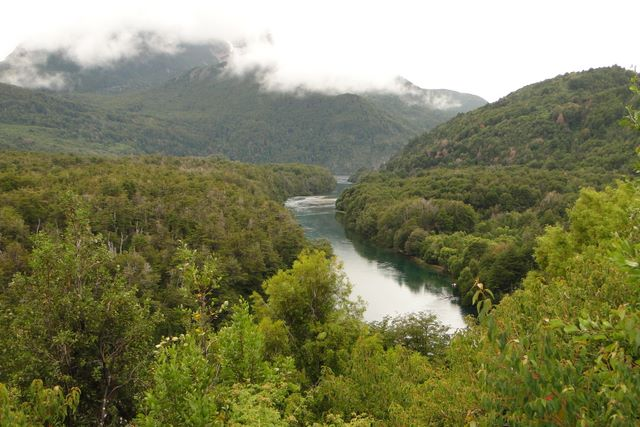
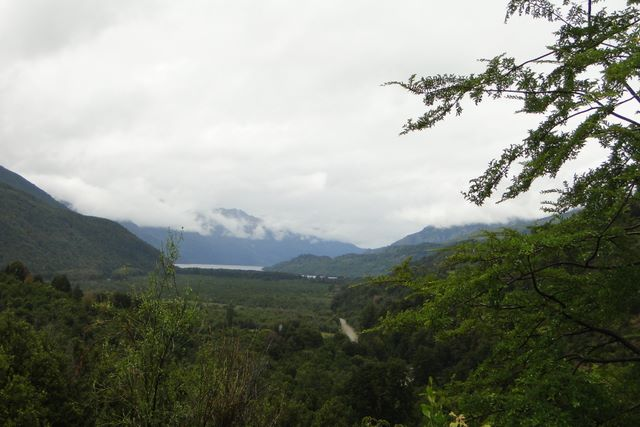
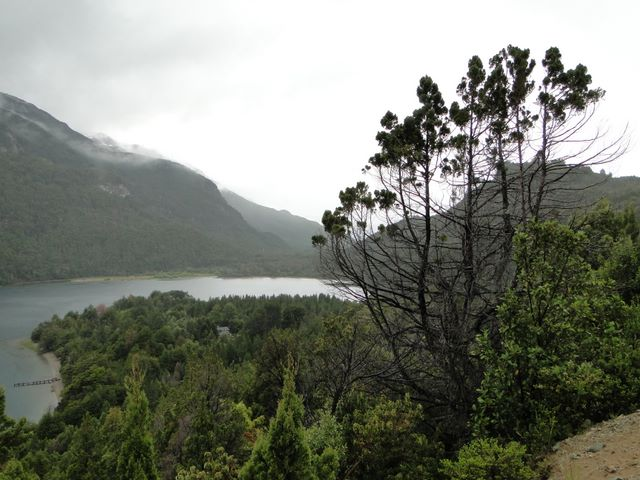